# Prostituição no Equador
Prostituição no Equador é legal e regulamentada, desde que a prostituta tenha mais de 18 anos, esteja registrada e trabalhe em um bordel licenciado. A prostituição é disseminada por todo o país. Muitos bordéis e prostitutas atuam fora do sistema regulatório e as normas têm sido menos rigorosamente aplicadas nos últimos anos. Em 2000, 25.000 prostitutas estavam registradas. Em 2007 estimava-se que 70% das prostitutas do país eram provenientes da Colômbia. O país atrai prostitutas colombianas, pois a moeda é o US$ em vez do instável peso colombiano. UNAIDS estimam que haja 35.000 prostitutas no país.
Quito foi a primeira cidade do Equador a regulamentar a prostituição em 1921, exigindo que as prostitutas fossem testadas semanalmente para ISTs. Os resultados eram registrados no “Registro de Doenças Venéreas”. Os testes e qualquer tratamento necessário eram gratuitos para as prostitutas. Guayaquil e Riobamba introduziram um sistema semelhante de regulamentação em 1925. Em 1939, cerca de 1.000 prostitutas estavam registradas em Quito.
Em 2015, seis hotéis usados para prostituição foram fechados pelas autoridades no Centro Histórico de Quito. Após protestos das trabalhadoras do sexo, o administrador da Zona Central, Joffre Echeverría, comprometeu-se a criar uma nova área para que elas trabalhassem.
Os bordéis são conhecidos como “chongos” ou “centros licenciados de tolerância”.

## Situação legal
Não há lei que criminalize as trabalhadoras do sexo ou quem organiza prostitutas. O Código Nacional de Saúde do Equador exige que o trabalho sexual em bordéis seja monitorado pelo Departamento de Saúde.
Os bordéis devem ser registrados e as trabalhadoras do sexo licenciadas. Para obter uma licença (“carnet”), a prostituta deve passar por exame médico e estar livre de sífilis, clamídia e HIV. As prostitutas devem ser reexaminadas a cada 9–15 dias e a licença atualizada. Se a prostituta testar positivo para ISTs, sua licença é suspensa ou revogada.
A licença assemelha-se a um passaporte e contém fotografia da trabalhadora do sexo. As prostitutas exigiram que as fotos fossem removidas e que os detalhes dos testes de IST fossem criptografados.
A Prostituição de rua é tratada pelas leis de ordem pública.

## Organizações de trabalhadoras do sexo
A primeira organização de trabalhadoras do sexo na América Latina foi criada em Machala em 1985, chamada “Asociacion de Mujeres Autonomas 22nd de Junio” (Associação de Mulheres Autônomas 22 de Junho). A ideia surgiu de uma proposta de um médico que atendia no ambulatório onde as mulheres faziam seus exames de rotina. Em 1988, a organização fez uma greve em resposta ao aumento do aluguel dos quartos onde as mulheres trabalhavam. Elas ficaram trancadas em um bordel por uma semana para obter suas reivindicações. O sucesso levou ao aumento de filiados. Uma greve geral foi organizada em 2000 por várias questões, incluindo necessidade de melhor segurança, melhor higiene e preços de aluguel estáveis. A organização recebe financiamento de entidades internacionais como Mama Cash na Holanda e o Global Fund for Women nos Estados Unidos.
Outras organizações foram criadas em outras regiões do país. Em Quito, as mulheres de bordéis fundaram a “Association Pro-Defense of Women (ASPRODEMU)”, as trabalhadoras de rua a “Association For a Better Future” e “Association 1st of May”, e as trabalhadoras transgênero a “Association of Trans Sex Workers of Quito (Aso TST UIO)”. Em Guayaquil há a “Association of Autonomous Female Workers 1st of August” e, na Província de Guayas, a “Association of Women from Milagro Canton”.
Em abril de 2005 foi criada a “Red de Trabajadoras Sexuales del Ecuador” (Rede de Trabalhadoras Sexuais do Equador), conhecida como REDTRABSEX, para dar voz coletiva a todas as associações individuais. Em 2008, a organização fez parceria com o Ministério da Saúde para fornecer contracepção e informação sobre HIV/AIDS às trabalhadoras do sexo.

## Ilhas Galápagos
As Forças Armadas do Equador garantem que haja prostitutas disponíveis para seu pessoal estacionado nas Ilhas Galápagos. Logo fora da cidade mais populosa das ilhas, Puerto Ayora, existem três bordéis.

## Prostituição infantil
A prostituição infantil é um problema amplamente reconhecido, especialmente no porto de Esmeraldas. Um relatório de 2002 da Organização Internacional do Trabalho estimou que 5.200 menores estavam envolvidos em prostituição.
Muitas prostitutas infantis foram abandonadas ou ficaram órfãs de um ou ambos os pais; alguns pais em pobreza extrema vendem seus filhos, consciente ou inconscientemente, para a prostituição. Mais da metade das meninas envolvidas em prostituição trabalham em estabelecimentos ilegais.
A maioria das vítimas infantis é traficada internamente para prostituição, mas algumas crianças são traficadas para outros países, principalmente para Venezuela. As vítimas geralmente são sequestradas, vendidas pelos pais ou enganadas por falsas ofertas de emprego. Essas crianças são exploradas a partir da idade média de 12 anos.
Como a idade de consentimento no Equador é 14 anos e adolescentes podem começar a trabalhar aos 15, algumas meninas iniciam-se como prostitutas no setor não regulamentado aos 15 anos ou até antes com documentos falsos. A fiscalização de menores em bordéis é fraca. Em 2006, estimou-se que a idade média de ingresso na prostituição era 15 anos.

## HIV
O HIV é um problema no país e as trabalhadoras do sexo constituem um grupo de alto risco. Estimou-se que, em 2016, 0,30% da população adulta estava infectada.
A rede de trabalhadoras do sexo, REDTRABSEX, fez parceria com o Ministério da Saúde em 2008 para fornecer contracepção e informações sobre HIV/AIDS às trabalhadoras do sexo.
Falta de educação e relutância em usar preservativos são fatores significativos para a disseminação da infecção. Devido à relutância em usar preservativos masculinos, organizações de trabalhadoras do sexo distribuíram preservativos femininos.

## Tráfico sexual
Ver também
O Equador é país de origem, trânsito e destino para homens, mulheres e crianças submetidos a tráfico sexual. Equatorianos são explorados em tráfico sexual dentro do país. Indígenas e afro-equatorianos, bem como refugiados e migrantes da Colômbia, estão particularmente vulneráveis ao tráfico de pessoas. Mulheres, crianças, refugiados e migrantes continuam sendo os mais vulneráveis ao tráfico sexual, mas ONGs relataram aumento de pessoas LGBTI vulneráveis ou vítimas de tráfico sexual. Nacionais de Cuba, Ghana, Camarões, Nigéria, Chade, China, Paquistão, República Dominicana, e Haiti foram atraídos por contrabandistas que prometiam vida melhor, tiveram documentos confiscados, dívidas impostas e foram forçados à prostituição.
O Equador também é destino para mulheres e meninas da Colômbia, Peru, República Dominicana, Venezuela, México, Haiti, Paraguai e Cuba exploradas no tráfico sexual. Traficantes usam relações afetivas e ofertas de emprego para recrutar vítimas e exploram vulnerabilidades como violência doméstica e sexual prévia.
O Departamento de Estado dos Estados Unidos Escritório para Monitorar e Combater o Tráfico de Pessoas classifica o Equador como país de categoria 2 no Sistema de Classificação.